# 흰줄무늬자유꼬리박쥐
흰줄무늬자유꼬리박쥐(Tadarida australis)는 큰귀박쥐과에 속하는 박쥐의 일종이다. 태즈메이니아주를 제외한 오스트레일리아 모든 주에서 발견되며, 겨울에는 북쪽으로 이동한다. 뉴기니자유꼬리박쥐와 함께 흰줄무늬자유꼬리박쥐속(Austronomus)으로 분류했다.